# Fluency Shaping
Fluency Shaping ist ein Behandlungsansatz aus der Stottertherapie. Das oberste Prinzip ist dabei das Erlernen einer neuen Sprechweise, die mit Stottern inkompatibel ist bzw. Sprechunflüssigkeiten deutlich reduziert. Im optimalen Fall soll die Übernahme der Sprechweise in die Spontansprache erfolgen, falls dies nicht möglich ist, ist das Erlernen einer kontrollierten Sprechflüssigkeit das Ziel. Dies kann zum Beispiel durch weiche Stimmeinsätze oder prolongiertes Sprechen erreicht werden.
Fluency-Shaping-Programme setzen direkt am Sprechen des Stotternden an und verzichten auf die Behandlung der motorischen Ausprägungen (z. B. muskuläre Mitbewegungen und Verkrampfungen) oder psychischen Reaktionen (Wortängste, Vermeideverhalten), da man davon ausgeht, dass jegliche Begleitsymptomatik durch das Erlernen einer flüssigen Sprechweise verschwindet. Fluency Shaping ist ein verhaltenstherapeutisch ausgerichtetes Programm.

## Weicher Stimmeinsatz
Der weiche Stimmeinsatz ist ein zentrales Element in der Fluency-Shaping-Therapie und beruht auf den einem jeden Stotternden bekannten Schwierigkeiten, unterschiedliche Laute am Anfang eines Wortes oder einer Silbe zu produzieren. Grundlage des weichen Stimmeinsatzes ist es, Äußerungen ohne Hast, Spannung oder Druck zu sprechen und somit Stottersymptome zu umgehen. Die Stimme wird dabei weich, sanft und allmählich eingesetzt. Dies kann zum Beispiel durch leichten Konsonantenkontakt, Weiten der Atemwege, Entspannung mit gleichzeitiger Koordination der Atmung, kontinuierliche Phonation und Artikulation, Dehnung, Temporeduktion und Atemkontrolle geschehen.

## Prolongiertes Sprechen (Dehnen)
Die Prolongation (Dehnung) eines Lautes, einer Silbe oder eines Wortes dient dazu, eine kontinuierliche Phonation der Stimmlippen aufrechtzuerhalten, sodass möglichst keine Stottersymptome auftreten können. Es werden dabei entweder alle Laute oder nur die Vokale prolongiert. Dadurch erfolgt eine verlangsamte Sprechweise mit deutlichen Atempausen. Innerhalb einer Ausatmungsphase können die Wörter beim Sprechen miteinander verbunden werden. Diese Sprechweise ist zunächst auffällig, ermöglicht aber dem Stotternden ein kontrolliertes flüssigeres Sprechen.

## Fluency-Shaping-Therapien
Das Grundprinzip von Fluency-Shaping-Techniken ist relativ einfach, erfordert aber einen hohen Übungsaufwand, weshalb in diesem Bereich meist mehrwöchige Intensivtherapieprogramme angeboten werden. Als Beispiele können hier das Lidcombe-Programm (vgl. z. B. Onslow & Packman 2003, Lattermann 2003; Huber & Onslow 2001), Precision Fluency Shaping Program (vgl. Webster 1974, 1980), Comprehensive Stuttering Program (Boberg & Kully 1985; Jehle & Boberg 1987), Smooth Speech (Neilson & Andrews 1993), Camperdown Program (O’Brian, Cream, Onslow & Packman 2001) und die Kasseler Stottertherapie (Harald Euler & Alexander Wolff von Gudenberg 2000) angeführt werden. Fluency-Shaping-Ansätze bedienen sich häufig technischer Apparate wie DAF-Geräte oder Biofeedback-Programmen zur Einübung des prolongierten Sprechens und zur Kontrolle des weichen Stimmeinsatzes.

## Biofeedback-Methode
Biofeedback-Apparaturen dienen dazu, physiologische Funktionen abzubilden und über die visuelle Rückmeldung eine größere Kontrolle über Körperfunktionen zu erlangen. Zum einen kann der Stotternde mit solchen Methoden den normalen Sprechablauf willkürlich beeinflussen lernen, und zum anderen können damit Fluency-Shaping-Sprechweisen erworben und gefestigt werden. Eine dargestellte Stimmkurve gibt Feedback zu weichen Stimmeinsätzen und kontinuierlicher Phonation. Setzt die Stimme (Phonation) ab, unterbricht die Stimmkurve; weiche Stimmeinsätze werden über den Lautstärkepegel gemessen. Das Training mit solchen Computer-Programmen sollte die Nachsorge der Therapie in Form von Auffrischungskursen ergänzen.

## Aufbau einer Fluency-Shaping-Therapie
Zu Anfang ist es Ziel, die Sprechgeschwindigkeit drastisch zu reduzieren – auf beispielsweise 0,5 Silben pro Sekunde. Dies geschieht entweder durch die Prolongation aller Laute oder auch nur der Vokale. Wichtig ist es, bei jedem Anfangslaut einen weichen Stimmeinsatz zu produzieren. Außerdem wird Wert auf deutliche Atempausen sowie auf das Verbinden der einzelnen Wörter während der Phonation gelegt. Bei Plosivlauten (k, g, t, d, p, b) wird auf leichte artikulatorische Kontakte geachtet. Das Produkt dieser Vorgaben kann zunächst sehr auffällig und monoton klingen, bei richtigem Einsatz treten jedoch deutlich weniger oder keine Stotterereignisse mehr auf. Im Laufe der Therapie wird die Sprechgeschwindigkeit wieder gesteigert sowie an einer natürlichen Prosodie gearbeitet, bis sie annähernd der Geschwindigkeit eines Normalsprechers gleicht, jedoch nur so weit, wie kein Stottern auftritt.
Um dem Patienten deutliche Rückmeldungen betreffend sein Sprechen und die sprecherischen Veränderungen zu geben, ist das Verwenden von Audio- und Videoaufzeichnungen von Vorteil. Transfer-Übungen innerhalb der Therapie sind als sogenannte In-vivo-Übungen ebenfalls Teil der Fluency-Shaping-Programme und sollen auch langfristig zu Hause weitergeführt werden. Die erlernte Sprechweise sollte zu Beginn möglichst ständig eingesetzt werden. Im Verlauf der Therapie wird auf ein natürlicher klingendes Sprechmuster hingearbeitet. Den Klienten muss jedoch beigebracht werden, beim Wiederauftreten von Stotterereignissen den Anwendungsgrad der Technik entsprechend zu steigern und zu der erlernten kontrollierten Sprechtechnik zurückzukehren. Die Häufigkeit an Rückfällen bei fehlender konsequenter Anwendung der Sprechtechnik ist auch bei diesen Verfahren ein bekanntes und häufiges Problem, weshalb eine strukturierte Nachsorge über 1–2 Jahre in vielen der Programmen integriert ist.

## Nachteile von Fluency-Shaping-Programmen
Reine Fluency-Shaping-Ansätze werden oftmals kritisch betrachtet, da das Sprechen global verändert wird. Neben den gestotterten Anteilen des Sprechens werden auch Anteile verändert, die eigentlich flüssig wären. Durch die weichen Einsätze, Dehnungen und die insgesamte Verlangsamung hört sich das Sprechen weiterhin „unnormal“ und auffällig an. Ein weiterer häufiger Angriffspunkt von Fluency-Shaping-Methoden ist, dass kognitive Aspekte des Stotterns eine zu geringe Rolle innerhalb der Therapie spielen. Es wird sich vorrangig um die hörbare Symptomatik des Stotterns gekümmert, Sprechängste oder Vermeideverhalten werden mit der Begründung ausgeklammert, dass sich diese verflüchtigen würden, wenn ein flüssigeres Sprechen erreicht wurde.